# Robert Satcher
Robert Lee „Bobby“ Satcher, Jr. (* 22. September 1965 in Hampton, Bundesstaat Virginia, USA) ist ein ehemaliger US-amerikanischer Astronaut.

## Astronautentätigkeit
Im Mai 2004 wurde Satcher als Missionsspezialist mit der 19. NASA-Gruppe zum Astronautenanwärter ausgewählt. Im Februar 2006 schloss er sein Astronautentraining ab. Er verließ die NASA im September 2011.

### STS-129
Satcher wurde im September 2008 für die Space-Shuttle-Mission STS-129 nominiert. Er startete am 16. November 2009 mit der Raumfähre Atlantis zur Internationalen Raumstation (ISS). Am 19. November führte er zusammen mit Michael Foreman einen Weltraumausstieg durch. Unter anderem installierten sie eine Reserve-Antenne, verlegten Kabel und schmierten bewegliche Teile. Am 23. November 2009 unternahm er zusammen mit Randy Bresnik einen weiteren Weltraumausstieg.